# Brasão de armas de Tuvalu
O brasão de Tuvalu é um campo partido de azul, em sua divisão superior; de ouro com quatro ondas de azul, em sua divisão inferior; com borda de ouro, cravejada com oito mexilhões em suas cores naturais e oito folhas. No campo de azul, uma cabana sob o céu.
A cor azul do fundo do escudo representa o céu, as ondas de cor dourada e azul simbolizam as ondas do Oceano.
Na parte inferior do escudo aparece, escrito em uma faixa, o lema nacional do país e título do Hino Nacional, Tuvalu mo te Atua ("Tuvalu e o Todo poderoso").